# 南花台

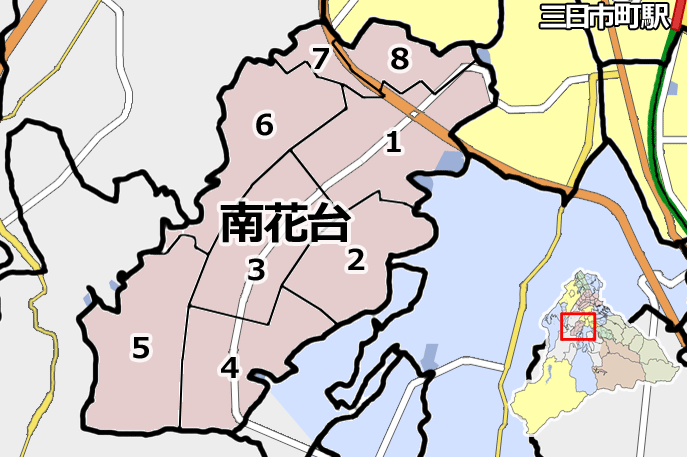
南花台地域の地図

南花台（なんかだい）は、大阪府河内長野市の地名および、ニュータウン（新興住宅地）の名称。1丁目から8丁目まで設置されている。

## 概要・歴史

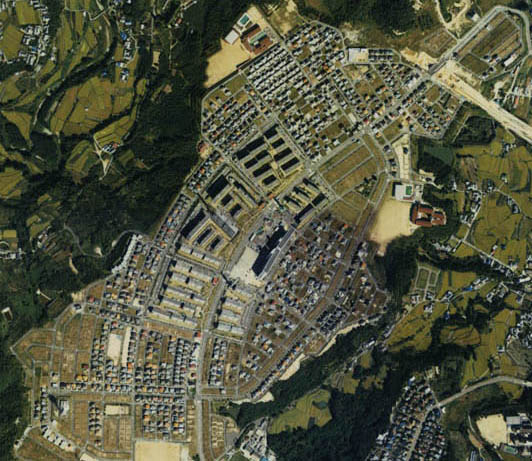
1980年代の南花台

河内長野市小塩町で1960年代まで営業していたゴルフ場（長野カントリークラブ）の敷地を、藤田組（フジタの旧法人）が取得したうえで住宅地（小塩台団地）に転用。1970年から1988年にかけて開発が進められた。
開発に際しては、公団住宅（現在のUR賃貸住宅）を中心地（3丁目）へ建設した後に、周辺の土地を分譲住宅向けの新興住宅地として整備した。ただし、開発当初は上下水道の供給体制が十分に整っていなかったため、実際には滝畑ダム竣工後の1982年から入居が始まった。
開発面積は103.7haで、計画戸数は3,489世帯、計画人口は9,418人。開発時点では河内長野市内最大規模のニュータウンであった。開発面積では後に開発された南海美加の台（148.9ha）を下回るものの、地区内の世帯数と人口については、現在でも市内のニュータウンとしては最大級の規模を擁している。
最盛期には人口が1万1,400人に達していたが、2019年4月の時点で3分の2程度（約7,400人）にまで減少。世帯数についても、3丁目（UR集合住宅団地）を中心に減少の傾向が続いた影響で、2018年4月の時点では約3,500世帯にまで落ち込んでいる。
住民の高齢化率は39.1%（2019年4月時点）で、周辺のニュータウンほど深刻な少子高齢化の傾向には至っていない。ただし、一時当地区に2校あった小学校は、2013年に1校へ統合されている。
なお、UR（都市再生機構）では2018年度から、地区内のUR集合住宅を対象に「南花台集約型団地再生事業」を実施。2020年には、一部の棟の解体工事に着手している。UR・河内長野市・関西大学では、この事業の開始を契機に「咲（さ）っく南花台」と称する連携プロジェクトを展開。2019年12月からは、グリーンスローモビリティのオンデマンド運行実証実験を地区内で実施している。
さらに河内長野市では、日本政府が2030年頃にスーパーシティ構想の実現を目指していることを背景に、内閣府が公募する「スーパーシティ型国家戦略特別区域」の指定候補地域に南花台地域を選定。大阪府内では2ヶ所目、住宅地としては唯一の選定で、2021年4月には指定に向けて内閣府へ申請した。もっとも、内閣府では同年8月に、（河内長野市を含めて）地域を提案した全ての公共団体に対して再提案を要請。河内長野市では南花台地区の指定を同年10月に再び申請したが、指定の判断については事実上延期されている。
年表
- 1970年 - 「小塩台団地」として、住宅地の造成を開始。
- 1982年
  - 滝畑ダムの竣工・河内長野市日野浄水場[10]の建設で上下水道の供給体制が整ったことに伴って、地区内の団地・住宅への入居を開始（街びらき）。
  - 河内長野市立南花台東小学校が開校。
  - 1丁目から6丁目まで住居表示を制定[11]。
  - 当時スーパーマーケットを運営していたトリオト商事が、中心部（3丁目）に「トリオト南花台店」をオープン。
- 1983年
  - 河内長野市立南花台中学校が開校する。
  - 河内長野市消防署南出張所を開設する。
- 1988年
  - 造成が完了したことに伴って、入居がピークを迎える。
  - 国道371号（バイパス）が開通。
- 1989年
  - 7丁目と8丁目の住居表示を制定[11]。
  - 平屋建ての「トリオト南花台店」を2階建てに改築したうえで、「トリオト南花台ショッピングセンター」として再オープン。
- 1990年 - 河内長野市立南花台西小学校が開校。
- 2005年 - コノミヤがトリオト商事を買収したことから、「トリオト南花台ショッピングセンター」を閉店・改装。「コノミヤ南花台店」として開店した[12]。
- 2013年
  - 南花台東小学校と南花台西小学校を統合したうえで、南花台西小学校を閉校。南花台東小学校の施設・敷地を活用したうえで、河内長野市立南花台小学校を開校した[13]。
  - 関西大学KSDP団地再編プロジェクトの「団地再編COMPETITION 2013」において、3丁目の「UR南花台団地」がコンペの対象敷地に選定[14]。
- 2015年 - 上記のプロジェクトを背景に、「コノミヤテラス」[15]（地区内の住民・商店、関西大学の学生、河内長野市、地元の企業などが共同で運営するコミュニティ拠点）を「コノミヤ南花台店」の2階にオープン。
- 2016年 - 河内長野市が第5次総合計画で、南花台を「丘の生活拠点」（市南部の開発団地の生活を補完できる拠点）に設定。「咲っく南花台プロジェクト」も、この計画に沿った「丘の生活拠点創生事業」として、総務省から地方創生加速化交付金を受けた[16]。
- 2017年 - 錦秀会グループが、旧南花台西小学校の校舎・用地の活用に関する覚書を河内長野市と交わしたうえで、同校の跡地に「錦秀会看護専門学校」[17]を開校。
- 2018年 - URが「南花台集約型団地再生事業」を開始したことに伴って、「南花台団地集約型団地再生事業に関するまちづくり基本協定」を、河内長野市との間で締結。
- 2019年 - グリーンスローモビリティのオンデマンド運行実証実験事業が環境省の「IoT技術等を活用したグリーンスローモビリティの効果的導入実証事業」に採択されたことを受けて、地区内住民の運行予約と運営に基づく「クルクル」[18]（時速10km程度で地区内の公道を走行するヤマハ製の7人乗り電動ゴルフカート）の運行を12月9日から本格的に開始[19]。
- 2020年
  - 河内長野市・関西大学・URが「南花台地区まちづくり連携協定」[20]を締結。
  - 「南花台集約型団地再生事業」の一環として、3丁目のUR集合住宅のうち、一部の棟を5月から9月までの期間に解体した。
    - 当初は2020年9月までに解体工事を完了させる予定だったが、年頭から新型コロナウイルスへの感染が拡大している影響で工期を延長している。さらに、解体対象の棟がすべて撤去された後の2020年10月23日に、一部の棟を地中で支えていた杭を引き抜く作業で稼働中の大型クレーン（高さ約25m）が11:55頃に転倒。作業現場とフェンスをはさんで隣接する道路や、この道路をはさんで南に面している4丁目の民家2軒の敷地内にクレーンの一部が倒れ込んだ。前夜からの雨でぬかるんだ作業用鉄板の上をクレーンが移動中にバランスを崩したことによるもので、民家の住民は全員無事だったものの、民家の壁の一部や塀などが破損。上記の道路に沿って敷設されている配電線なども切断されたため、配電線を管理する関西電力送配電では、2丁目の約170世帯を中心に（6丁目を除く）南花台の全域や周辺地域（石仏、小塩町 加賀田、北青葉台、西片添町）を配電線が復旧するまで停電させる措置を講じた[21][22]。さらに、事故の影響で2021年4月19日まで工事を中断したため、工事の完了は当初の予定より大幅に遅れている。
- 2021年
  - URが2011年頃から南花台地区で実施してきた集合住宅の空き住戸に対する入居制限を、「南花台集約型団地再生事業」に沿って1月に解除。この解除に伴って、住宅解体の計画に入っていない区域（継続区域）内の棟の空き住戸を対象に、入居者の募集をおよそ10年振りに再開した。解体計画区域では給水塔のみ解体工事後も「地域のランドマーク」として残すことを予定していたが、前述したクレーン転倒事故などの影響から、実際には2022年1月までに給水塔を解体。
- 2023年 - 5丁目に開設されていた南嶺保育園が、前述したUR跡地の一角（コノミヤ南花台店の西側）へ1月に移転。「南嶺保育園」としての運営を3月まで続けた後に、4月から「みのりこども園」（認定こども園）に改組した（5丁目の旧南嶺保育園は移転を機に解体）。
- 2024年 - 南花台小学校を南花台中学校の敷地内へ移転させたうえで、4月1日付で統合。両校は統合を機に、河内長野市内の公立学校では初めての「施設一体型小中一貫教育推進校」へ移行した。
- 2026年 - UR跡地のうち、南側の区画（「南花台こども園」西側のエリア）に「南花台中央公園」、北側の区画にサッカースタジアムを設ける予定。サッカースタジアムはスペランツァ大阪（コノミヤが2016年から運営を支援している女子サッカークラブ）の練習場を兼ねていて、2023年から河内長野市側で建設した後に、指定管理者方式で管理業務をスペランツァ側に無償で委託する。

## 地理

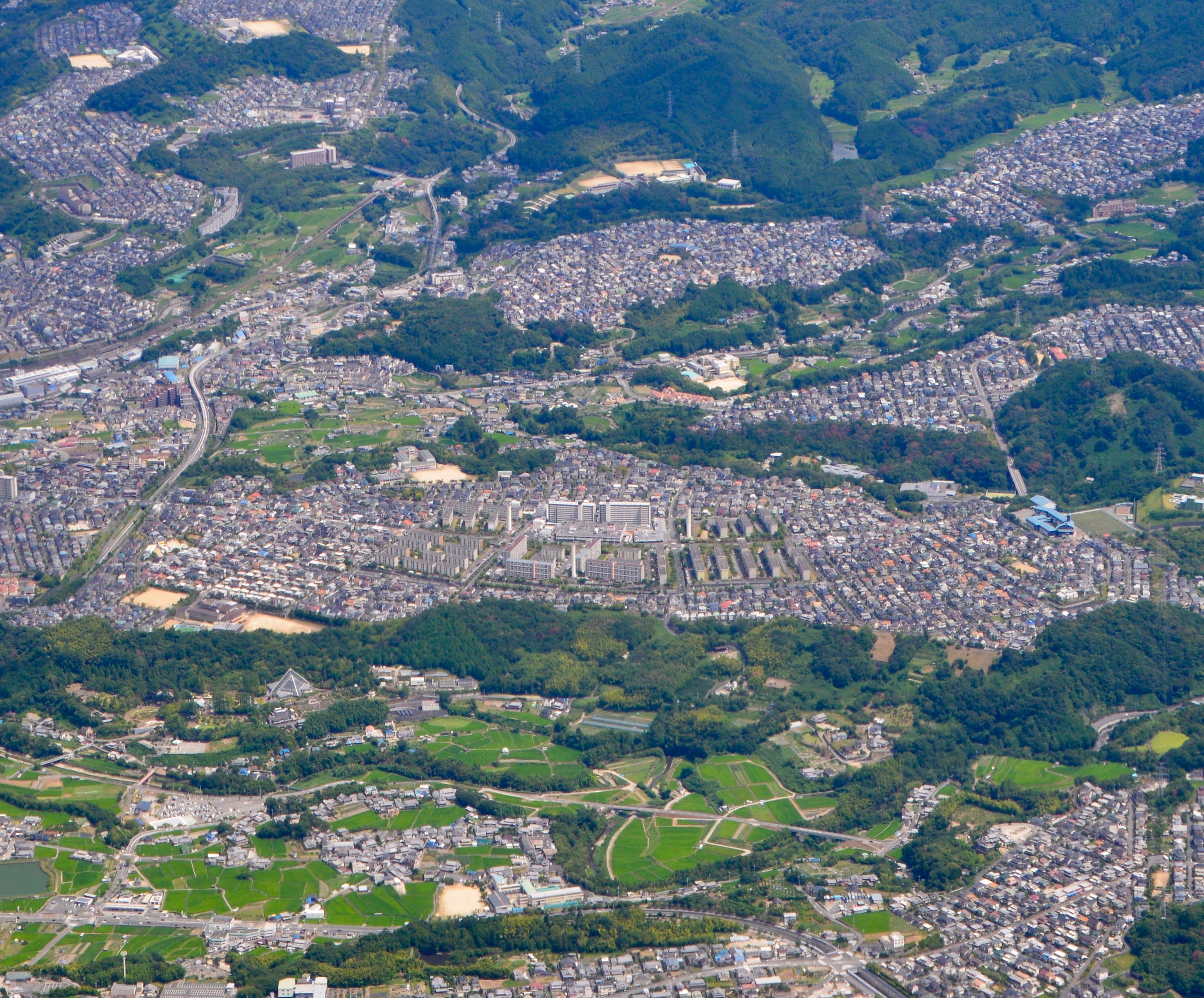
南花台（2019年8月撮影）

### 施設
3丁目に商業施設・UR都市機構南花台団地・南花台アーバンコンフォート（マンション）、8丁目にクローバーハイツ南花台（マンション）、市道南花台1号線沿いに個人商店があるほかは、戸建て住宅が立ち並ぶ。
- 河内長野市立南花台小学校（2丁目→6丁目）
  - 旧校名は「河内長野市立南花台東小学校」で、1990年4月に河内長野市立南花台西小学校を分離。西小学校の閉校に伴う併合を機に、現在の校名へ変更された。
  - 2024年4月1日付で、河内長野市立南花台中学校（6丁目）敷地内の新校舎に移転した。移転前の敷地や旧校舎・体育館は移転後も残されていて、体育館と運動場が平日に市民へ開放されているほか、「南花台小学校跡地」という通称で指定緊急避難場所や投票所としての機能が維持されている。
- コノミヤ南花台店（3丁目）
  - 2階建ての店舗へ改築されたことを機に、三和銀行がATMを1階に設置していたが、三菱UFJ銀行時代の2020年2月10日で運営を終了。ATMを設置していたスペースについては、ATMの撤去と改装を経て、スペランツァ大阪が初代の南花台事務所に使用していた。この事務所は、2024年4月から1階の別のフロアに移転。
- 河内長野南花台郵便局（3丁目）
- 三井住友銀行ATMサービス西日本支店 南花台出張所（3丁目）
  - 前身の住友銀行時代に有人の店舗（河内長野支店南花台出張所）を併設していたが、現在は三菱UFJ銀行が提供するサービスの一部も利用できるATMのみ設置。
- セブンイレブン南花台店（3丁目）
  - コスモ石油のガソリンスタンド跡地に出店した地区内唯一のコンビニエンスストアで、2009年11月27日に営業を開始。かつては、ココストアがセブンイレブンの隣接地、ヤマザキデイリーストアが4丁目、コミュニティ・ストアが1丁目（南海バス南花台1丁目北停留所の付近）で営業していた。
  - 2020年・2021年を除く毎年10月上旬（主に第2週末）に催されている河内長野だんじり祭りでは、市道南花台1号線が小塩地区（烏帽子形八幡神社の氏子区の1つ）のだんじりの曳行ルートに組み込まれていた関係で、だんじりを前傾させた状態で前輪を軸に回転させる「ぶんまわし」が敷地内の駐車場で披露。2022年のだんじり祭り再開後は、小塩地区のだんじりが南花台地区を曳行しなくなっていた。再開前と若干異なるルートで南花台地区内での曳行が再開された2024年から、駐車場での「ぶんまわし」が復活。
- 錦秀会看護専門学校（4丁目）
  - 日本最大級の看護専門学校として、2017年4月1日に開校。河内長野市立南花台西小学校の敷地・校舎・体育館を活用する一方で、開校を機に、グラウンドへ人工芝を敷設したうえで「ノガーナサッカー場」として開放している。
- 南花台ふれあいプラザ（4丁目）
  - 河内長野市と南花台自治協議会からの支援を受けて運営されるコミュニティ施設で、南花台西小学校が開設されていた時期に、校舎の一室を活用する方式でスタート。同校の閉校・錦秀会看護専門学校の開校後も、敷地内に校舎とは別の建物を新築したうえで、運営を続けている。
- 河内長野市立南花台中学校（6丁目）
  - 南花台小学校が敷地内の新校舎へ移転したことに伴って、2024年4月1日から「施設一体型小中一貫教育推進校」へ移行。
  - 移行前までは南花台で最大規模の公園（南花台第10公園）が東側に設けられていたが、移行に向けた工事の一環で園地の大半が「第2運動場」に改装されたほか、残りの園地に放課後児童会用の施設が建てられた。このような経緯から、移行後の2024年4月以降は、南花台小・中学校で利用しない日・時間帯に「第2運動場」を市民へ開放している。
- 大阪南消防組合河内長野消防署南花台出張所（8丁目）
  - 2024年3月31日までの施設名は「河内長野市消防署南出張所」で、河内長野市消防本部が運営していた。大阪府中南部の自治体（河内長野市・富田林市・藤井寺市・羽曳野市・柏原市および南河内郡内の2町1村）における消防行政の広域化（「大阪南消防組合」の発足）に伴って、翌4月1日から改称。
- 河内長野市立南花台公民館（8丁目）

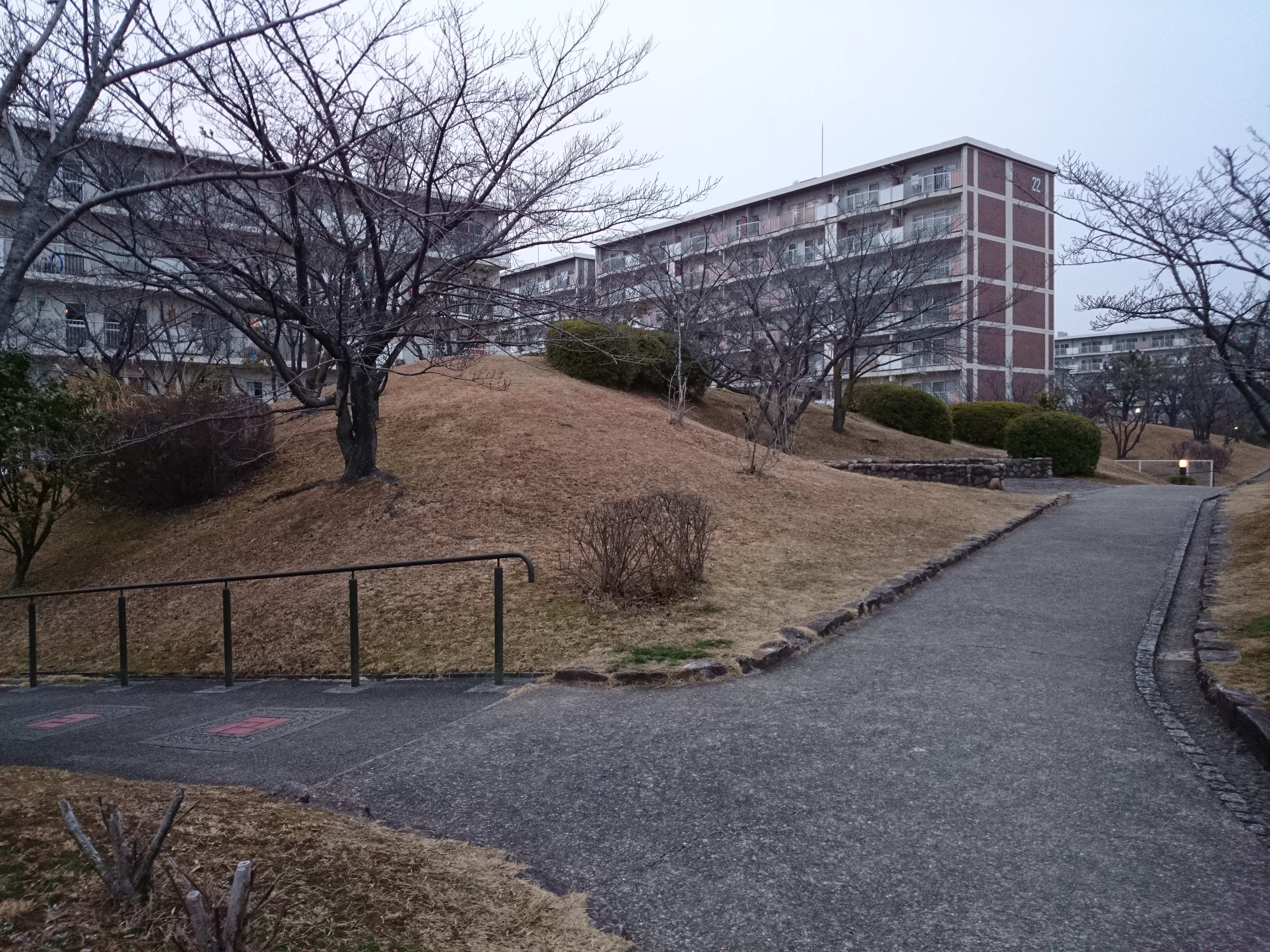
UR南花台団地（継続区域内）
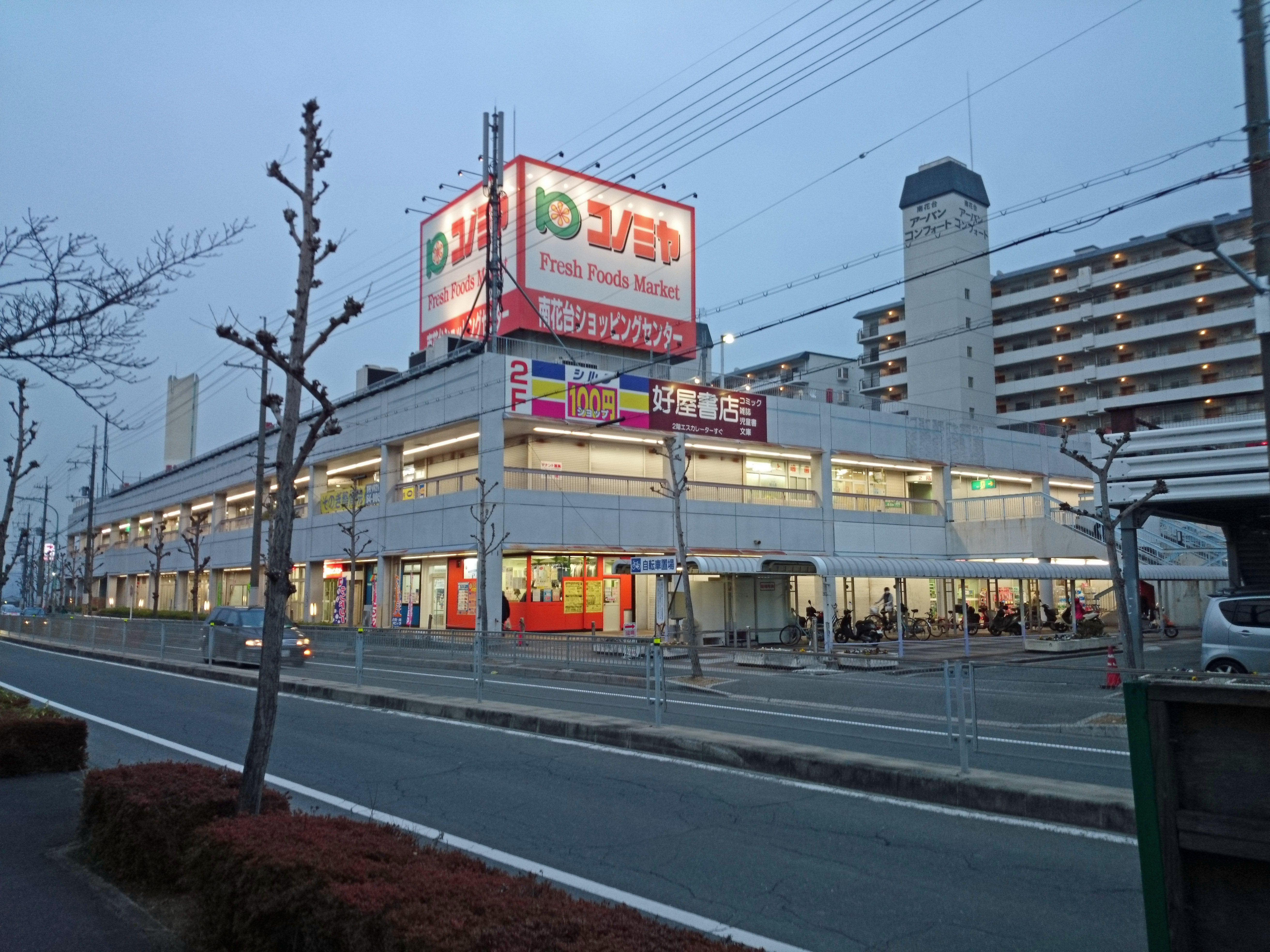
コノミヤ南花台店

### 交通

#### 鉄道・バス
当地区への最寄り駅は、南海高野線三日市町駅である。南隣の美加の台駅を「最寄り駅」とみなす報道も一部で見受けられるが、同駅からは2km以上離れているうえに、同駅と当地区を結ぶ路線バスが運行されていない。
もっとも、当地区は丘陵地の上に位置しているため、三日市町駅との間には勾配の急な坂道が続いている。また、8丁目などを除く大半の地域は、三日市町駅から1km以上離れている。そのため、大半の住民は、同駅や河内長野駅を利用する場合に路線バスや自家用車で両駅へ移動している。
ちなみに、当地区と三日市町駅を結ぶ路線バスは、平日朝夕のラッシュアワーや、平日の深夜に三日市町駅前停留所を発着。昼間には、三日市町駅前を経由するルートで、河内長野駅前停留所を発着する。
- 南海バス 南花台・南ヶ丘線
  - 14系統 河内長野駅前 - 南ヶ丘
  - 32系統 三日市町駅前 - 南ヶ丘
  - 特32系統 三日市町駅前 - 南花台四丁目
- 南海バス 南花台・大矢船西町線
  - 33系統 三日市町駅前 - 大矢船西町
- 南海バス 岩湧線
  - 36系統 河内長野駅前 - 神納
- 南海バス 加塩・南花台循環
  - 37・38系統 三日市町駅前 - 南花台4丁目 - 三日市町駅前

#### 道路
当地区を真ん中を縦断するように市道南花台1号線が通り、北端は三日市地域、南端は大矢船地区と繋がっている。また、北側には国道371号のバイパスが通り、南花台交差点と南花台南交差点で市道南花台1号線と立体交差で接続している。
- 国道371号（バイパス）
- 市道南花台1号線